# 五妃墓道碑
五妃墓道碑，現存於臺灣臺南市中西區的南門公園碑林。本碑原位於臺南市東區魁斗山（或稱桂子山、鬼仔山）五妃墓前，直至1935年（昭和10年）為辦理始政四十周年記念臺灣博覽會，由石暘睢先生主導，與其他臺南州44塊古碑文物一同移至南門町大南門綠園（今南門碑林），放置於第2排第5位進行展覽，目前依然留在原地。
清乾隆11年（1746年），巡台滿籍御史六十七、漢籍御史范咸為闡貞表烈五妃，命臺灣府海防捕盜同知方邦基修繕「五烈墓」（現稱五妃墓），於墓前建五妃廟，並立五妃墓道碑。

## 外觀描述
五妃墓道碑材質為花崗岩，高241公分，寬82公分，厚11公分。形式為立碑，楷額「皇清」，題曰「五妃墓道」。碑額橫寫陰刻楷體「五妃墓道」，以下碑文為直式排列。由上至下可分為3個部分：御史六十七（1744年至1747年任職）所作「弔五妃墓」之文、御史范咸（1745年至1747年任職）所作「弔五妃墓十絕句」，以及福建分巡臺灣道莊年（1743年至1747年任職）所作之跋。

## 保存現況
依據古物分級登錄指定及廢止審查辦法 （页面存档备份，存于）第2條第1、2、5款，五妃墓道碑被判定具有歷史意義或能表現傳統、族群或地方文化特色，具有史事淵源，及具有珍貴及稀有性，於2015年5月11日被臺南市文化資產管理處指定為一般古物（府文資處字第1040415095B號），狀況標示：有損傷，但狀況穩定。

## 碑文

### 五妃墓道
弔五妃墓
東風駘蕩天氣清，載馳驄馬春巡行，刺桐花底林投畔，森然古墓何崢嶸？路旁老人為余泣：當年一線存前明，天兵既克澎湖島，維時臺海五烈皆捐生！至今坏土都無恙，誰為守護勞山精？雲封馬鬣連衰草，四圍怪石爭縱橫，時聞鬼母悲啼苦，想見仙娥笑語聲！歲歲里民寒食節，椒漿頻奠陳香羹。滿目淒涼已感嘆，更聽此語尤傷情。有明歲晚多節義，樵夫漁父甘遭烹；島嶼最後昭英烈，頑廉懦立蠻婦貞。田橫縱死五百皆壯士，吁嗟乎！五妃巾幗真堪旌！

白麓六十七居魯

### 弔五妃墓十絕句
明亡已歷四十載，死節猶然為故明！荒塚有人頻下馬，真令千古氣如生。(其一)
天荒地老已無親，肯為容顏自愛身？遙望中原腸斷絕，傷心不獨是亡人！(其二)
君后將相殉社稷，虞兮未敢笑重瞳。廟廷倘使增陪祀，臣妾應教祭享同！(其三)
田妃金盌留遺穴，何似貞魂聚更奇？三百年中數忠節，五人個個是男兒！(其四)
可憐椎髻文身地，小字人傳紀載新；却恨燕京翻泯沒，英風獨顯費宮人！(其五)
忍把童家舊誓忘（指福王），孝陵風雨怨蒼蒼！芳魂若向秦淮去，正好乘潮到故鄉。(其六)
明妃無命死胡沙，青塚荒涼起墓笳；爭比冰心明似月，隔江不用怨琵琶。(其七)
壘壘荒墳在海濱，魂銷骨冷為傷神；須知不是經溝瀆，絕勝要離塚畔人！(其八)
又逢上巳北邙來，宿草新澆酒一杯(又三月三日率僚屬致祭)；自古宮人斜畔土，清明可有紙錢灰！(其九)
十姨廟已傳訛久，參昂還應貢水濱；今日官寮為表墓，五妃直可比三仁。(其十)

浣浦范二十二咸

### 跋
志載前明寧靖王姬妾曰袁氏、王氏、秀姑、梅姐、何姐，大兵之克澎湖也，語寧靖曰：「王生俱生，王死俱死」。遂冠笄被服，同縊于堂。葬魁斗山，去寧靖墓三十里，時稱「五烈墓」。乾隆丙寅，巡使六、范二公軺車過墓下，目擊荒頹，命方司馬繕葺其塋廟，並弔以詩，蓋闡貞表幽烈，為海外之頑懦勸，固宣聖化者之急務也。余忝任觀察，猥與型方訓俗之末，樂得而道之。遂跋其後。
茂苑莊年
※《臺南市南門碑林圖志》中記載：莊年碑跋，僅見於六十七「使署閒情」；原碑跋文不可讀者二十一字，據以補錄。經勘校「南碑」錄文與原碑出入七字。(史三張嘉珍校錄)。
※碑文無標點符號，為閱讀方便增加。碑文內容以《臺南市南門碑林圖志》為主，因墓道碑文字於可見之參考書目中皆有些微出入，對照臺灣大學圖書館拓本 （页面存档备份，存于）後，以南碑版最為準確。然以拓本觀之，「刺」應做「剌」，「線」應做「綫」，「草」應做「艸」，「歲歲」應做「歲々」，「縱」應做「從」，「斷」應做「断」，「個個」應做「個々」，「蒼蒼」應做「蒼々」，「壘壘」應做「壘々」，「貢」應做「問」，「今」應做「此」，「塋廟」之間應尚有一字。

## 立碑的意義
康熙23年（1684年）清朝於原明鄭版圖建政，設有臺灣府與三縣（臺灣、諸羅、鳳山），歸福建省管轄。然因處帝國邊陲，行政控制力薄弱，政令難達，禮教不興，相較於受儒家禮教束縛的中國原鄉，在臺婦女有較寬廣的生活空間，據《臺灣縣志》記載：「台灣婦人艷妝出行，其夫不以為怪，父母兄弟亦恬然安之」；到寺廟燒香祭拜，則是「招群呼伴，結隊而行，遊人遍於寺中，邂逅亦不相避」。
看在受儒家教育的官員眼中，這些都是急需改變的狀況。巡視臺灣監察御史六十七，曾對婦女的種種弊風發表「通飭慎婚姻重廉恥示 （页面存档备份，存于）」，對持正守志的婦女，率加旌表。 為五妃立墓、廟、五妃墓道碑之意，在於彰顯五妃貞烈行為，加以精神褒揚，並鼓勵效仿，以禮教規範婦女。 同時五妃墓道碑由滿人御史六十七立碑，漢人御史范咸作詩，臺灣道莊年題跋，展現中央及地方官員認可地方信仰，同時對南明遺老釋放善意，增加與地方仕紳互動，達到安撫地方對不同政權統治的反抗意識，提升仕紳階級與清朝統治階層交流的契機。

## 拓本
五妃墓道碑的拓本高241公分，寬82公分，黑白色。1990年7月至1999年6月，國立中央圖書館臺灣分館（今國家圖書館）委託國立成功大學歷史學系何培夫教授執行「採拓整理臺灣地區現存碑碣計劃」，採拓1981年以前的碑碣，用以充實臺灣史料的典藏，相關成果彙編成《臺灣地區現存碑碣圖誌》，其中便有五妃墓道碑之拓本。2003年4月國家圖書館將《臺灣地區現存碑碣圖誌》全部文字與圖片數位化，並建構臺灣記憶 （页面存档备份，存于）的碑碣拓片單元。
目前，國家圖書館、國立臺灣大學圖書館，及國立成功大學歷史學系各收藏有五妃墓道碑拓本一件。